# تپه زیردن
تپه زیردن مربوط به دوره اشکانیان - دوره ساسانیان است و در شهرستان گیلانغرب، بخش مرکزی، داخل شهر گیلان غرب، ۵۰ متری شرق سازمان جهاد کشاورزی واقع شده و این اثر در تاریخ ۱۸ اسفند ۱۳۸۷ با شمارهٔ ثبت ۲۴۸۹۵ به‌عنوان یکی از آثار ملی ایران به ثبت رسیده است.